# Апалохламиос
Апалохламиос (лат. Apalochlamys) — монотипный род травянистых растений семейства Астровые (Asteraceae). Единственный вид — Apalochlamys spectabilis.

## Ботаническое описание
Двулетнее травянистое растение, достигающее на второй год роста человека. Стебель войлочный, сильно ветвистый. Листья ланцетные, основание низбегающее. Корзинки мелкие, многочисленные, гомогамные, из трубчатых желтоватых цветков; собраны в крупную кисть; покрывало бурое. Цветение с мая до ноября.

## Распространение
Единственный вид известен из Австралии и Новой Зеландии.

## Синонимика
Рода
- Aplochlamis Steud., orth. var.
- Cassinia sect. Apalochlamys (Cass.) Kuntze
- Cassinia subg. Apalochlamys Cass.basionym
- Hapalochlamys Kuntze, nom. inval., orth. var.[3]

Вида
- Apalochlamys billardierei DC.
- Apalochlamys endlicheri DC.
- Apalochlamys kerrii DC.
- Apalochlamys spectabilis (Labill.) J.H.Willis
- Calea spectabilis Labill.basionym
- Cassinia spathulata Endl. ex Steud.
- Cassinia spectabilis (Labill.) R.Br.[4]